# 천탕산

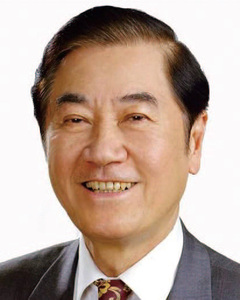

천탕산(陳唐山, 1935년 9월 16일 ~ )은 타이완의 정치가이다. 전 총통부 비서장, 전 중화민국 외교부장을 지냈다.

## 생애
천탕산은 1935년 9월 19일 타이난 현에서 태어났다. 1959년 타이완대학 대기물리학과를 졸업한 후 미국으로 이민을 갔다. 1966년 오클라호마 대학에서 석사 학위, 1972년 파듀 대학에서 박사 학위를 취득했다. 1992년 민주진보당에 입당하여, 입법 위원에 당선되었다. 1993년~2001년에는 타이난 현장을 역임하였고, 2004년 중화민국 외교부장에 취임하였다.